# Jin Long
Jin Long (chiń. 金龙; pinyin Jīn Lóng; ur. 23 maja 1981 w Liaoning, Chiny) – chiński snookerzysta.

## Kariera zawodowa
Po raz pierwszy w Main Tourze zagrał w 2001 roku.
Do grona najlepszych powrócił w sezonie 2008/2009 roku, dzięki wygranej w Mistrzostwach Azji 2008. Pokonał wtedy w finale Aditya Mehta 7-3. Wystąpił w nierankingowym turnieju Jiangsu Classic 2008, gdzie w pierwszej rundzie (grupowej) pokonał takich zawodników jak Neil Robertson, czy Liang Wenbo, jednak mimo to rywalizację w grupie zakończył na trzecim miejscu i nie awansował do dalszych rozgrywek. W tym sezonie otrzymał także „dziką kartę” od organizatorów turnieju, jednak przegrał z Dave’em Haroldem 4-5.
28 lutego 2012 wygrał 5:1 w pierwszej rundzie rankingowego turnieju World Open z Ding Junhui. Long otrzymał w tym turnieju dziką kartę.

## Statystyka zwycięstw

### Amatorskie
- ACBS Asian Championship; 2005, 2008[1]